# Grandstand Stadium
Grandstand Stadium je tenisový stadion v Národním tenisovém centru Billie Jean Kingové, nacházející se ve Flushing Meadows newyorského obvodu Queens.
Původně byl otevřen v roce 1978, kdy se areál stal dějištěm každoročně hraného závěrečného grandslamu sezóny US Open. Kapacita byla po znovuotevření v roce 2016 navýšena o dva tisíce návštěvníků na 8 125 sedících diváků. Po Arthur Ashe Stadium a Louis Armstrong Stadium představuje třetí největší dvorec areálu. Na kurtu je položen tvrdý povrch Laykold. Do roku 2019 se hrálo na akrylátovém DecoTurfu.

## Výstavba
Stadion byl přestavěn podle návrhu detroitské firmy Rossetti Architects, spolupracující s Americkým tenisovým svazem od roku 2010, a znovuotevřen pro US Open 2016. V rámci rekonstrukce došlo k jeho přemístění z hlučného severovýchodního rohu areálu s proudícími davy do klidnějšího jihozápadního cípu, s přiléhající zelení Corona Parku.
Fasáda byla navržena speciálním počítačovým programem a vytvořena 486 hexadekagonálními (16-stěny) panely polytetrafluorethylenové konstrukce. Celková geometrie i vlastnosti panelů minimalizují odrazy slunečních paprsků do dvorce včetně tribun. Horní kruhová cesta vně dvorce umožnila volný pohyb návštěvníků po celém ochozu a široký rozhled do okolí.

## Historie
Prvním oficiálním zápasem se na dvorci stalo úvodní kolo ženské dvouhry US Open 2016, do něhož 29. srpna 2016 nastoupily Dánka Caroline Wozniacká a americká kvalifikantka Taylor Townsendová, která odešla poražena. V navazujícím duelu odehráli první mužské utkání američtí tenisté John Isner s Francesem Tiafoem, jenž odešel poražen po pětisetové bitvě.

## Galerie

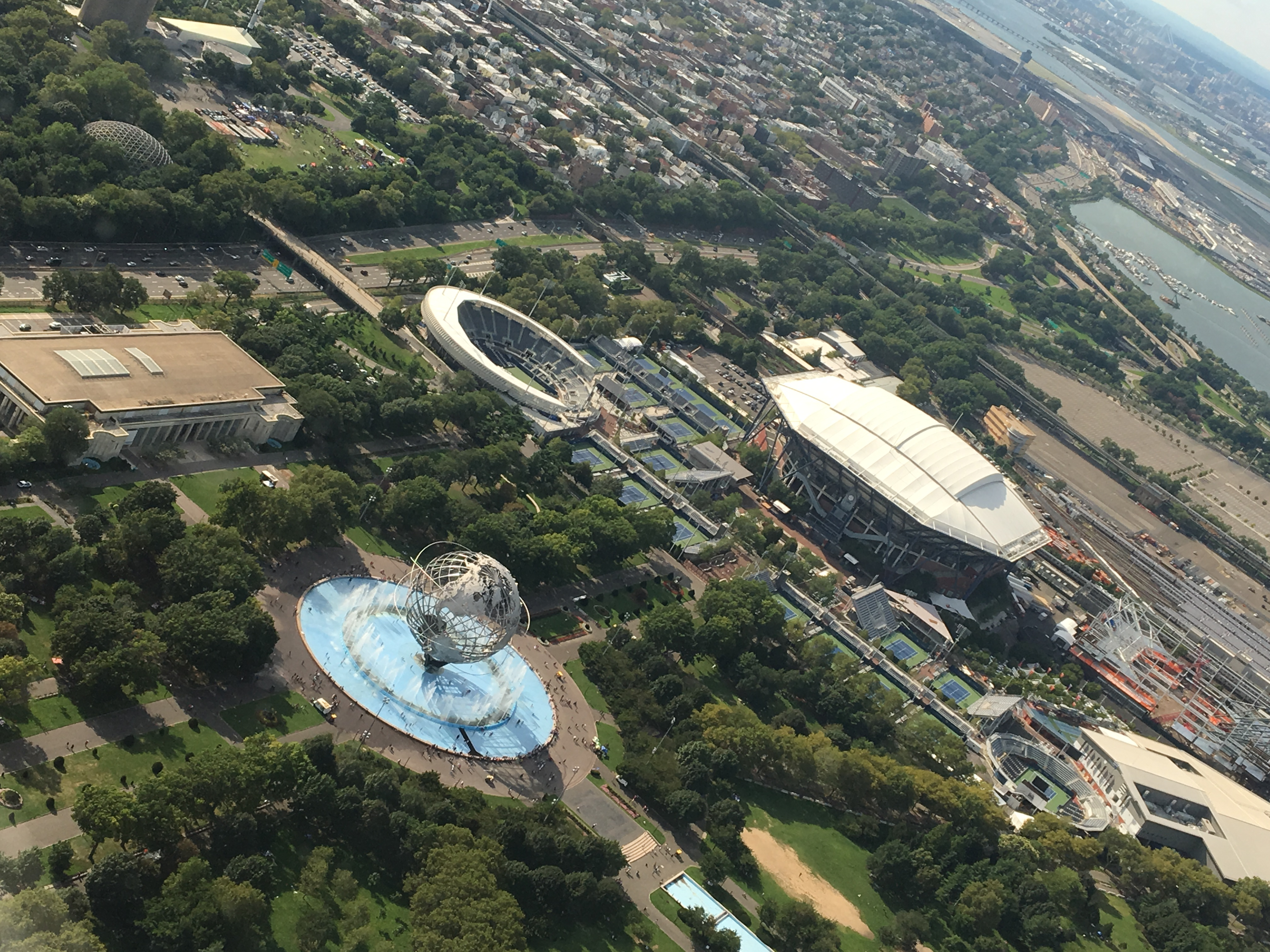
Grandstand (vlevo) a Louis Armstrong Stadium se zataženou střechou
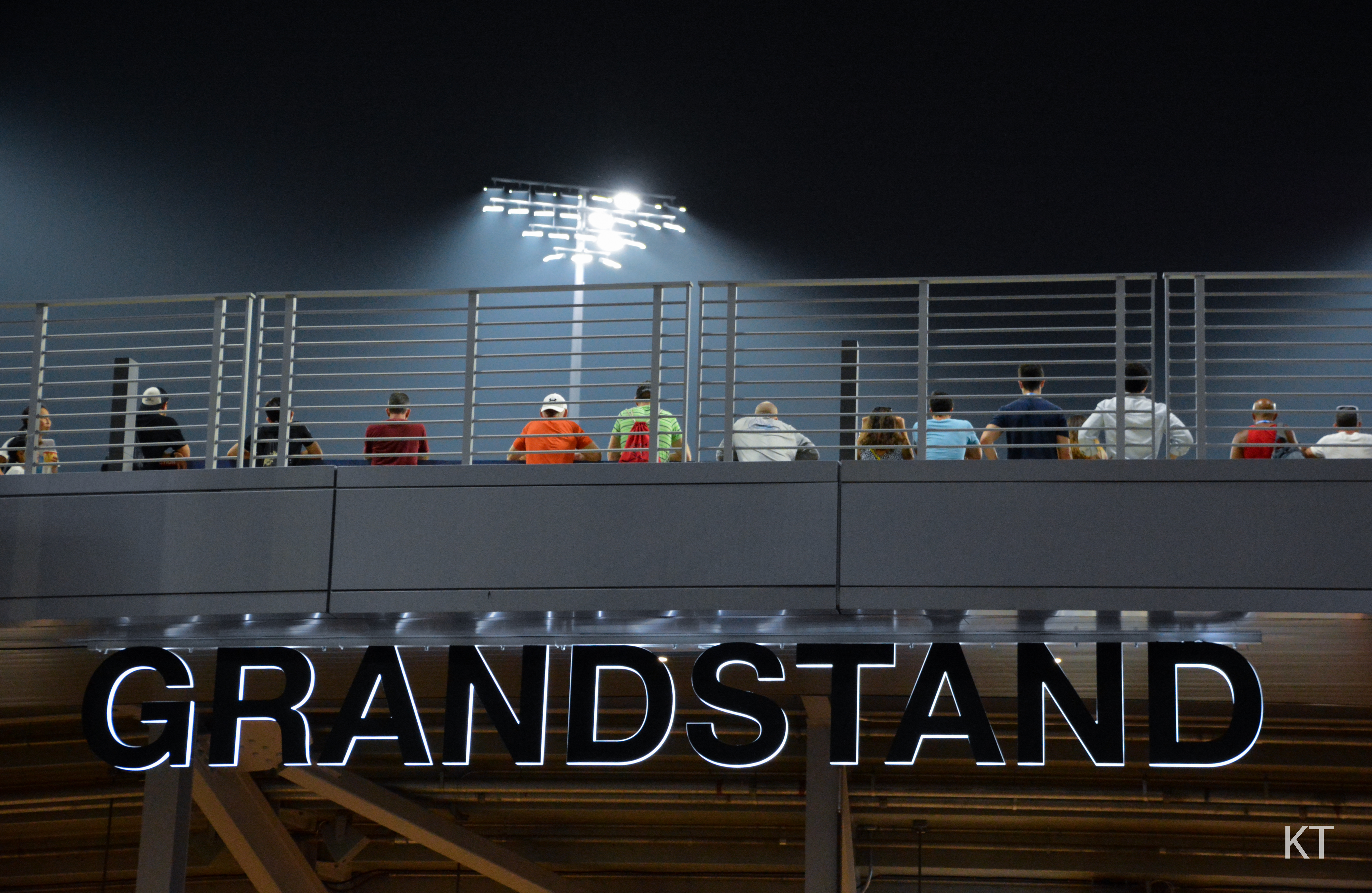
Tribuna
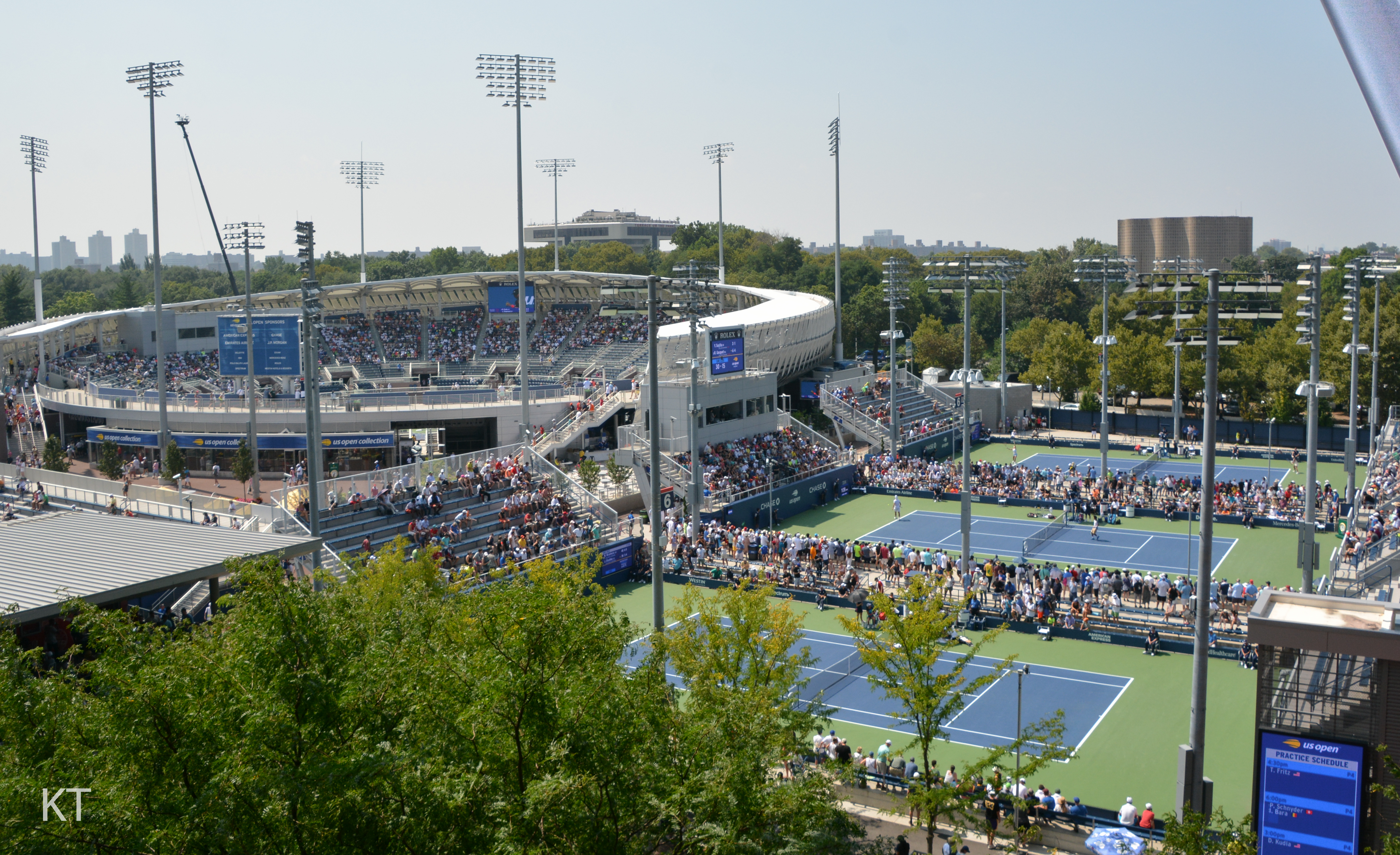
Grandstand v areálu Billie Jean Kingové (vlevo)